# Alacsony-Tauern
Az Alacsony-Tauern (németül: Niedere Tauern) a Keleti-Alpok egyik hegyvonulata Ausztriában Salzburg és Stájerország tartományokban. A hegyvonulat a Magas-Tauern keleti folytatása. Legmagasabb pontja - a Schladmingi-Tauern részét képező - Hochgolling 2862 méter magas.

## Határai
Nyugaton és délen a Murtörl-hegyi átjáró és az Alacsony-Tauernből eredő Mura (németül: Mur) választja el a Magas-Tauerntől. Keleten és északon az Enns folyó és a Schoberpass határolja az Északi Mészkő-Alpoktól. Kiemelt turistaútvonalak a Radstädter Tauern (2711 m), a Schladminger Tauern (2862 m), a Rottenmann és Wölz Tauern (2475 m) és a Seckau-Tauern (2417).

## Kialakulása, útjai
Az Alacsony-Tauern a Würm-glaciális idején az Alpok folyamatos jégtakarójának hozzávetőleges keleti határát jelöli.
Fontos átvezető út az A10-es autópálya, ami  több mint hat kilométer hosszan a Tauern-alagúton át halad a hegyben (a vasúti Tauern-alagút azonban a Magas-Tauernen vág át). Jelentős továbbá a Radstädter Tauern-hágó (1738 m), a Sölk-hágó (1788 m) és a Triebener Tauern-hágó (1274 m).

## Magas csúcsok

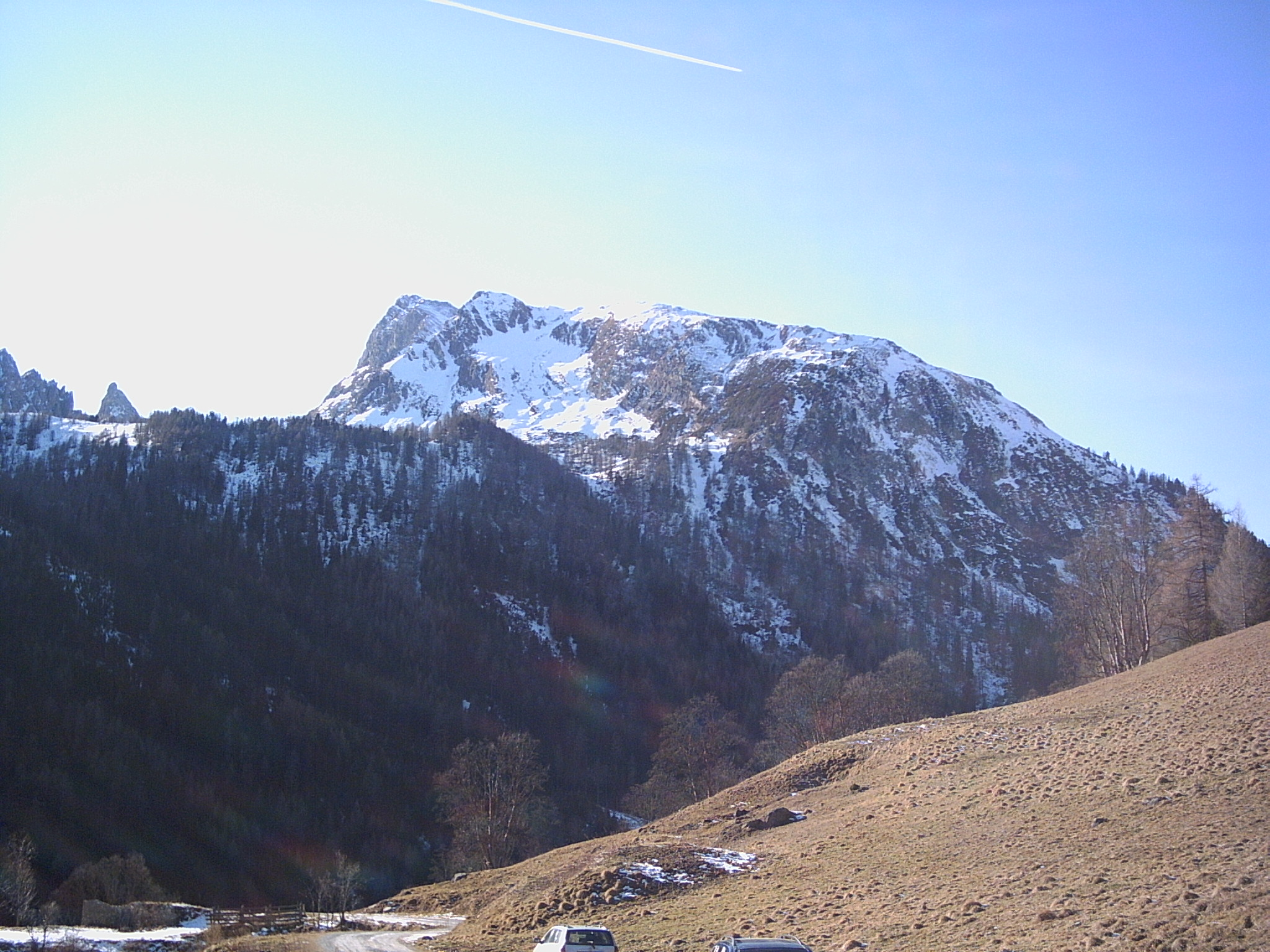
Weisseck (2711 m) Zederhaus felől fotózva

| név                 | magasság (m) | hegység                   |
| ------------------- | ------------ | ------------------------- |
| Hochgolling         | 2862         | Schladmingi-Tauern        |
| Weisseck            | 2711         | Radstädter Tauern         |
| Mosermandl          | 2680         | Radstädter Tauern         |
| Hochfeind           | 2687         | Radstädter Tauern         |
| Großes Gurpitscheck | 2526         | Schladmingi-Tauern        |
| Hundstein           | 2614         | Schladmingi-Tauern        |
| Hochwildstelle      | 2747         | Schladmingi-Tauern        |
| Roteck              | 2742         | Schladmingi-Tauern        |
| Großer Knallstein   | 2599         | Schladmingi-Tauern        |
| Rettlkirchspitze    | 2475         | Rottenmann és Wölz Tauern |
| Greim               | 2474         | Rottenmann és Wölz Tauern |
| Großer Bösenstein   | 2425         | Rottenmann és Wölz Tauern |
| Geierhaupt          | 2417         | Seckaui-Tauern            |
| Hochreichhart       | 2416         | Seckaui-Tauern            |
| Seckauer Zinken     | 2389         | Seckaui-Tauern            |
| Maierangerkogel     | 2356         | Seckaui-Tauern            |

## Fordítás
- Ez a szócikk részben vagy egészben  a   Lower Tauern című angol Wikipédia-szócikk ezen változatának fordításán alapul.  Az eredeti cikk szerkesztőit annak laptörténete sorolja fel. Ez a jelzés csupán a megfogalmazás eredetét és a szerzői jogokat jelzi, nem szolgál a cikkben szereplő információk forrásmegjelöléseként.